# Gibraltar (Michigan)
Gibraltar – miasto w Stanach Zjednoczonych, w stanie Michigan, w hrabstwie Wayne.